# Муниципальное образование «Нагалык»
Муниципальное образование «Нагалык» — сельское поселение в Баяндаевском районе Иркутской области России. 
Административный центр — село Нагалык.

## Название
Название "Нагалык" произошло от соединения двух бурятских слов "нуга", "алаг", что в переводе означает "цветастое поле". Через некоторое время бурятское словосочетание ассимилировалось русскоязычным населениям, проживающих недалеко. Коренным населением данного села являются буряты. В период кочевничества многочисленное население делала на этой земле "остановки", но после насильственной ассимиляции со стороны Я.Похабова множество племен осело на местах временно проживания, в том числе основатели Нагалыка. 

## История
В годы Великой Отечественной войны село Нагалык отправляло своих сыновей и дочерей на помощь державе в войне с агрессором. Как и любой населённый пункт, Нагалык имеет ветеранов войны, труда и тыла, некоторые из них до сих пор проживают на родной земле. Годы спустя село прославилось совхозом "Баяндаевский", в котором трудится все жители. Хозяйство развивалось ударными темпами, вскоре совхозе стал одним из лидирующих в своем регионе. Так же в селе есть этнографический музей, славившийся историческим бытом, традиционной одеждой и культурным наследием.

## Население
| 2010 | 2011 | 2012 | 2013 | 2014 | 2015 | 2016 | 2017 |
| ---- | ---- | ---- | ---- | ---- | ---- | ---- | ---- |
| 634  | ↘631 | ↘620 | ↘614 | ↘608 | ↘602 | ↘597 | ↘584 |

По результатам Всероссийской переписи населения 2010 года численность населения муниципального образования составила 634 человека, в том числе 327 мужчин и 307 женщин.

## Состав сельского поселения
| № | Населённый пункт | Тип населённого пункта       | Население |
| - | ---------------- | ---------------------------- | --------- |
| 1 | Вершининск       | деревня                      | ↘19       |
| 2 | Еленинск         | деревня                      | ↗78       |
| 3 | Нагалык          | село, административный центр | ↘432      |
| 4 | Нуху-Нур         | деревня                      | ↘82       |
| 5 | Тыпкысыр         | деревня                      | ↘9        |

## Местное самоуправление
Главы администрации
- Герман Гаврилович Емнуев